# Friedrich Kercher
Friedrich Kercher (* 14. Mai 1832 in Iptingen; † 19. Juli 1918 in Vaihingen an der Enz) war Schultheiß und Mitglied des Deutschen Reichstags (DtVP).

## Leben
Kercher besuchte die Volksschule und wurde Landwirt. Seit 1865 war er Schultheiß und Ratsschreiber der Gemeinde Iptingen.
Von 1890 bis 1898 war er Mitglied des Deutschen Reichstags für den Wahlkreis Württemberg 4 (Böblingen, Vaihingen, Leonberg, Maulbronn).